# Фрегаты типа «Альпино»
Фрегаты типа «Альпино» — серия из двух фрегатов, построенных для итальянского флота в 1963-1968 годах. Строительство велось на верфи Riva Trigoso, первоначально корабли назывались Circe и Climene, но на этапе строительства в июне 1965 года переименованы соответственно в Alpino и Carabiniere.

## Конструкция
Первоначально проект задумывался как увеличенная версия фрегатов типа «Канопо», однако в дальнейшем в конструкцию были внесены радикальные изменения, а частности, применена двигательная установка типа CODAG.
Фрегаты типа «Альпино» стали вторым (после фрегатов типа «Бергамини») поколением итальянских боевых кораблей, вооружённых вертолётами, и представляли собой качественный скачок как с эксплуатационной, так и с технологической точки зрения. Они были оснащены стабилизаторами поперечной устойчивости, позволяющими использовать вертолеты и оружие в неблагоприятных погодных условиях и стали первыми кораблями ВМС Италии, с комбинированной двигательной установкой CODAG, в состав которой входили два газотурбинных двигателя Tosi-Metrovick G6 мощностью 15 000 л.с. и четыре дизельных двигателя Tosi QTV-320 мощностью 16 800 л.с. Все предыдущие типы итальянских боевых кораблей оснащались котлотурбинными силовыми установками. Газовые турбины через редукторы были подключены каждая к одному из двух валов и при совместной работе с дизелями обеспечивали скорость 29 узлов.
Корабли прошли значительную модернизацию в 1980-х годах с установкой новых гидролокаторов и средств радиоэлектронной борьбы.

## Состав серии
Первоначально планировалось заказать четыре корабля в период с 1959 по 1961 год. Эти корабли должны были называться Circe, Climene, Perseo и Polluce в честь одноимённых торпедных катеров типа «Спика» времен Второй мировой войны. Заказ был отсрочен для доработки проекта, и в 1962 году заказаны два корабля. Оба корабля были построены CNR в Рива-Тригозо и названы в честь родов войск (альпийские стрелки, карабинеры), и одновременно в честь двух эсминцев типа «Солдати» времен Второй мировой войны.
С середины 1990-х годов корабли использовались в качестве вспомогательных судов. Carabiniere использовался как испытательный корабль для новых ракетных систем (PAAMS) и РЛС.
Ниже в таблице приведён состав серии по данным.
| Название                 | Номер | Заложен    | Спущен     | В строю    | Списан     | Примечание             |
| ------------------------ | ----- | ---------- | ---------- | ---------- | ---------- | ---------------------- |
| Alpino (ex-Circe)        | F 580 | 27.02.1963 | 10.06.1967 | 14.01.1968 | 31.03.2006 | Утилизирован в 2018 г. |
| Carabiniere (ex-Climene) | F 581 | 09.01.1965 | 30.09.1967 | 28.04.1968 | 19.11.2008 | Утилизирован в 2017 г. |